# 象嵌

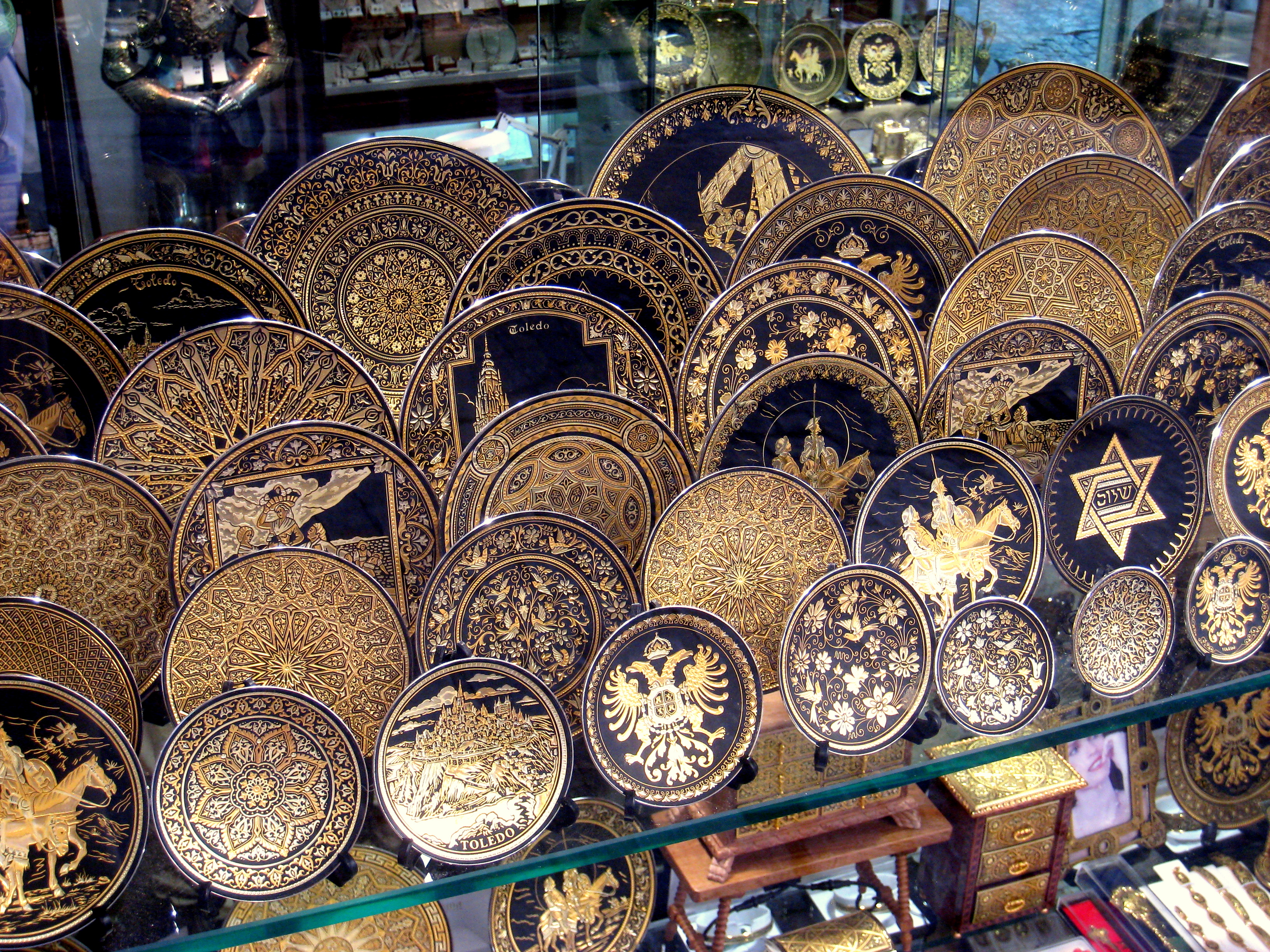
スペイン、トレドの象嵌細工

象嵌（ぞうがん、象眼とも）は、一つの素材に異質の素材を嵌め込む工芸技法。
象は「かたどる」、嵌は「はめる」と言う意味があり、金工象嵌・木工象嵌・陶象嵌等がある。その中の金工象嵌は、シリアのダマスカスで生まれ、シルクロード経由で飛鳥時代に日本に伝わったとされる。江戸時代には京都などに優れた職人が多数生まれ、日本刀の拵えや甲冑、鏡や根付、文箱、重箱などに腕を振るった。素材としては金属だけではなく、彩色した木材や骨片、貝殻、陶磁器なども用いられる。日本国内に現存する最古の象嵌製品は石上神宮の神宝「七支刀」。

## 製作方法
京象嵌として有名な布目象嵌（鉄地への金銀装飾）を例として挙げる。
1. まず鉄、真鍮、四分一（銀と銅の合金）生地（主に鉄）の表面に専用の鏨で布目模様の溝を彫る。
2. 次に薄く延ばし型取りした純金や青金、純銀の板・線をそのくぼみに金槌を使いながら埋め込む。
3. 表面の微細な段差をなくし、滑らかに加工するために、漆を塗り、焼きをいれた後に研ぐ。この工程は数回繰り返される。
4. 全体を再度研磨して仕上げる。はめ込んだ部品やその周囲にさらに彫刻を施す場合もある。

特にこの布目象嵌は純銀純金を使用するために、ポルトガルから日本に布目象嵌が伝えられた当時から大変高価で庶民が手を出せる物では無かった。そのため、代用品として漆芸の中の蒔絵が発達したと言う経緯がある。また金属象嵌には窪みを掘って図案に沿って切った金属板を嵌め込む「平象嵌（本象嵌ともいう）」、透かし抜いた図案の穴にピッタリ合わせ嵌める「切り嵌め」、高肉彫りを施した金属板を嵌め込む「高肉彫色絵象嵌」、「線象嵌」、「打ち込み象嵌」、「黒金象嵌（ニエロ）」、「銷（け）し象嵌」等がある。これらはいずれも彫金技法の中の一つである。
その他磁器においては、いったん成型した器に彫刻を施し、そこに色の異なる土を象嵌する方法がある。また金属ではなく、薄く削った貝殻をはめ込む技法は螺鈿（らでん）と呼ばれる。「螺」は貝のことで、「鈿」は象嵌のことである。
また、様々な色調の木材をはめあわせて絵の板を作り、それをカンナで薄く削り、和紙に貼り付けたものは、いわゆる「寄木細工」の技法のひとつで、木象嵌（もくぞうがん）と呼ばれる。

## 布目象嵌
布目象嵌とは、象嵌の中でも、鉄地など金属の表面に多方向から細い切れ目を入れ、切れ目の谷部に金銀等を打ち込む象嵌技法を特に言い、京都で繁栄したことから「京象嵌」とも呼ばれる。鉄砲伝来時に持ち込まれたポルトガルの鉄砲に装飾がなされていたことから、鉄地への金銀装飾が武器・武具へ広く応用され流行した。江戸時代には埋忠、正阿弥など武具職人が優れた象嵌を生んだが、1876年の廃刀令により需要がなくなったため、政府の指導のもと、新たに美術装飾品や装飾小物を手掛けるようになった。1878年のパリ万国博覧会へ正式出展したのを機に、ジャポニズムに沸くヨーロッパで高く評価され広く輸出され外貨を稼いだ。明治期の代表的な職人のひとり駒井音二郎（1842 - 1917）は、Komai と呼ばれて人気ブランドとなった。代表作には富山県高岡市の個人コレクターが所有する登録美術品指定第5号の鉄地金銀象嵌人物図大飾皿やロンドンのハリリ・コレクション所蔵のいくつかがあるが、海外への輸出用に制作されていたため日本に現存する駒井の良品は非常に数少ない。

## 将棋
将棋の囲いで玉を嵌めこんだような形・象眼を模していることから、図のような囲いを象眼囲いと呼ばれている。駒落ち戦で主に角落ち上手が用いる。
| 9  | 8  | 7  | 6  | 5 | 4  | 3  | 2  | 1  |    |
|    |    |    |    |   |    |    |    |    | 一 |
|    |    |    |    |   |    |    |    |    | 二 |
|    |    |    |    |   |    |    |    |    | 三 |
|    |    |    |    |   |    |    |    |    | 四 |
|    |    |    |    |   |    |    |    |    | 五 |
| 歩 | 歩 | 歩 | 歩 |   | 歩 | 歩 | 歩 | 歩 | 六 |
|    | 桂 | 玉 | 銀 |   |    | 桂 | 玉 | 銀 | 七 |
|    |    | 銀 |    |   |    |    | 金 |    | 八 |
|    |    |    |    |   |    |    |    |    | 九 |

上手のこの三段玉作戦が最初にあらわれた棋譜は、1710年の御城将棋、▲大橋宗銀 対 △伊藤印達 戦（手合いは角落ち、図1）でみられ、下手の三間飛車に対して、上手の印達がこれを指している。宗銀は1713年に20歳で、印達は1712年に15歳で夭折した天才少年同士である。
| 9  | 8  | 7  | 6  | 5  | 4  | 3  | 2  | 1  |    |
| 香 | 飛 |    |    |    |    |    |    | 香 | 一 |
|    |    |    |    |    | 金 |    |    |    | 二 |
|    |    |    | 金 | 銀 | 王 | 桂 |    |    | 三 |
|    | 金 |    | 歩 | 歩 | 歩 | 歩 | 歩 | 歩 | 四 |
| 歩 | 桂 | 歩 |    |    |    |    |    |    | 五 |
|    |    | 歩 | 歩 | 歩 | 歩 | 歩 |    | 歩 | 六 |
|    |    | 桂 | 銀 | 銀 | 金 |    | 歩 |    | 七 |
|    |    |    |    |    |    | 金 | 玉 |    | 八 |
| 香 | 飛 |    |    | 角 |    |    | 桂 | 香 | 九 |

通常は王将の位置は2段に構えるが、上手が４三玉と三段玉で戦うという指し方が、当時にあっても珍しい。この将棋も初めは3二玉型で、そこから4三玉に組みなおした模様。
将棋は下手宗銀が勝つが、三間飛車のため将棋は玉頭側ではなく７筋での戦いが中心となり、上手にとってはこの囲いが生かされる展開となった。この三段玉は印達の他棋譜にはなく、この1度だけのようである。
後には印達の父であり将棋伊藤家2代目の宗印、後の五世名人が御城将棋の角落ちで上手を持ち、下手三間飛車に三段玉戦法を採用した。1722年の▲四代大橋宗与 対 △二代伊藤宗印 戦で、息子印達が使っていたのを父が採用したことになる。
この将棋は最終的には当時15歳であった下手の四代大橋宗与側が勝つが、下手三間飛車はこの戦法に苦戦することにより、上手の作戦はかなり優秀なことが理解されたようで、以降の御城将棋では、角落ちの将棋で下手三間飛車の採用は減ることになった。